# WASP-24
WASP-24とは、スペクトル分類がF型の恒星で、ホット・ジュピターである太陽系外惑星のWASP-24bを持っていることが知られている。WASP-24のサイズは太陽より大きく、質量も大きい。金属量は太陽と同程度で、温度は太陽より高い。WASP-24はスーパーWASPによるトランジット法を用いた観測で惑星が存在する可能性があると判明し、その後ドップラー分光法による観測とスペクトル測定が行われた。これらの分析により、WASP-24bが実際の惑星であることが確認され、後にスーパーWASPのウェブサイトで公開された。

## 観測の歴史
2008年3月から2009年4月にかけてWASP-NorthとWASP-SouthのチームがWASP-24付近の夜空を観測したところ、この恒星は惑星を持っている可能性があると判明した。WASP-24の光度曲線の標本値群が9,750個以上蓄積された後、フォローアップ観測を行うためにこの恒星に関する以前にカタログ化されていたすべてのデータが新しく得られたデータとともに収集された。
ドップラー分光法による測定には、カナリア諸島にあるロケ・デ・ロス・ムチャーチョス天文台の2.56m北欧光学望遠鏡（NOT）が用いられた。Fibre-Fed Echelle Spectrograph（FIES）は2008年12月から2009年4月までに行われたこの観測で得られたデータを収集した装置である。また、チリにあるラ・シヤ天文台のレオンハルト・オイラー望遠鏡に設置されているCORALIE分光器も用いられ、ドップラー分光法によるさらなる観測とスペクトルの測定が行われた。WASP-24のスペクトルの分析により、WASP-24が高速で自転する恒星である可能性（この場合は惑星を確認することが困難になる）や分光連星系である可能性は排除された。また、span bisector analysisにより、この恒星はあまり活動的ではないことが明らかになった。その後、WASP-24はハワイのフォークス北望遠鏡とオーストラリアのフォークス南望遠鏡を用いて観測され、発見された惑星WASP-24bが2009年と2010年のさまざまな日に主星の前を通過する（トランジットする）周期を探索した。
NOTによって収集されたデータを使用して、WASP-24の温度、金属量、およびその他の特性が導き出された。検出されたリチウムの量と恒星の表面重力は、この恒星が主系列星ではないことを示唆している。これらの特性は、惑星WASP-24bの特性を導き出すためにも使用された。
WASP-24、特に周囲を公転しているホット・ジュピターであるWASP-24bの発見は、スーパーWASPのウェブサイトで初めて報告された。

## 特徴
| 太陽 | WASP-24   |
| ---- | --------- |
| 太陽 | Exoplanet |

WASP-24は、地球から325パーセク（1,060光年）離れた位置にあるF型の恒星である。見かけの等級は11.3で、肉眼での観測は不可能である。WASP-24は 1.129 M☉、1.147 R☉ で、太陽よりわずかに大きく、質量が大きい恒星である。また、有効温度は 6,100 K で、太陽よりも高温である。この恒星の金属量は太陽と同程度であるため、太陽に含まれる重元素（ヘリウムより重い元素）がほぼ同じ量である。WASP-24の年齢は38億年とされているが、十分に特定されておらず、実際の年齢は26億年から51億年の間のいずれかである可能性がある。
表面重力はlogg = 4.15で、リチウムの量の少なさから恒星の年齢を推定することができ、WASP-24が主系列星の状態から進化した可能性が高いことが明らかになった。

## 惑星系
WASP-24の周囲を公転する唯一の惑星として発見されたWASP-24bは、木星の1.091倍の質量と1.383倍の半径を持つホット・ジュピターである。したがって、この惑星は木星よりも大きく、質量もわずかに大きい。WASP-24bは主星から 0.03619 au 離れた位置を公転しており、これは地球と太陽の間の平均距離の約3.5%に相当する。
| 名称 （恒星に近い順） | 質量             | 軌道長半径 （天文単位） | 公転周期 (日)         | 軌道離心率 | 軌道傾斜角    | 半径             |
| --------------------- | ---------------- | ----------------------- | --------------------- | ---------- | ------------- | ---------------- |
| b                     | 1.091 ± 0.025 MJ | 0.03619 ± 0.00027       | 2.3412132 ± 0.0000018 | <0.0388    | 83.30 ± 0.30° | 1.383 ± 0.039 RJ |